# Audi S6
L'Audi S6 è la versione sportiva dell'Audi A6, un'autovettura della casa automobilistica tedesca Audi, presentata per la prima volta nel 1994 e giunta alla sua quinta generazione. A partire dalla seconda generazione, a tale modello viene affiancata anche la più prestazionale RS6.

## Prima serie (Typ 4A, 1994-1997)

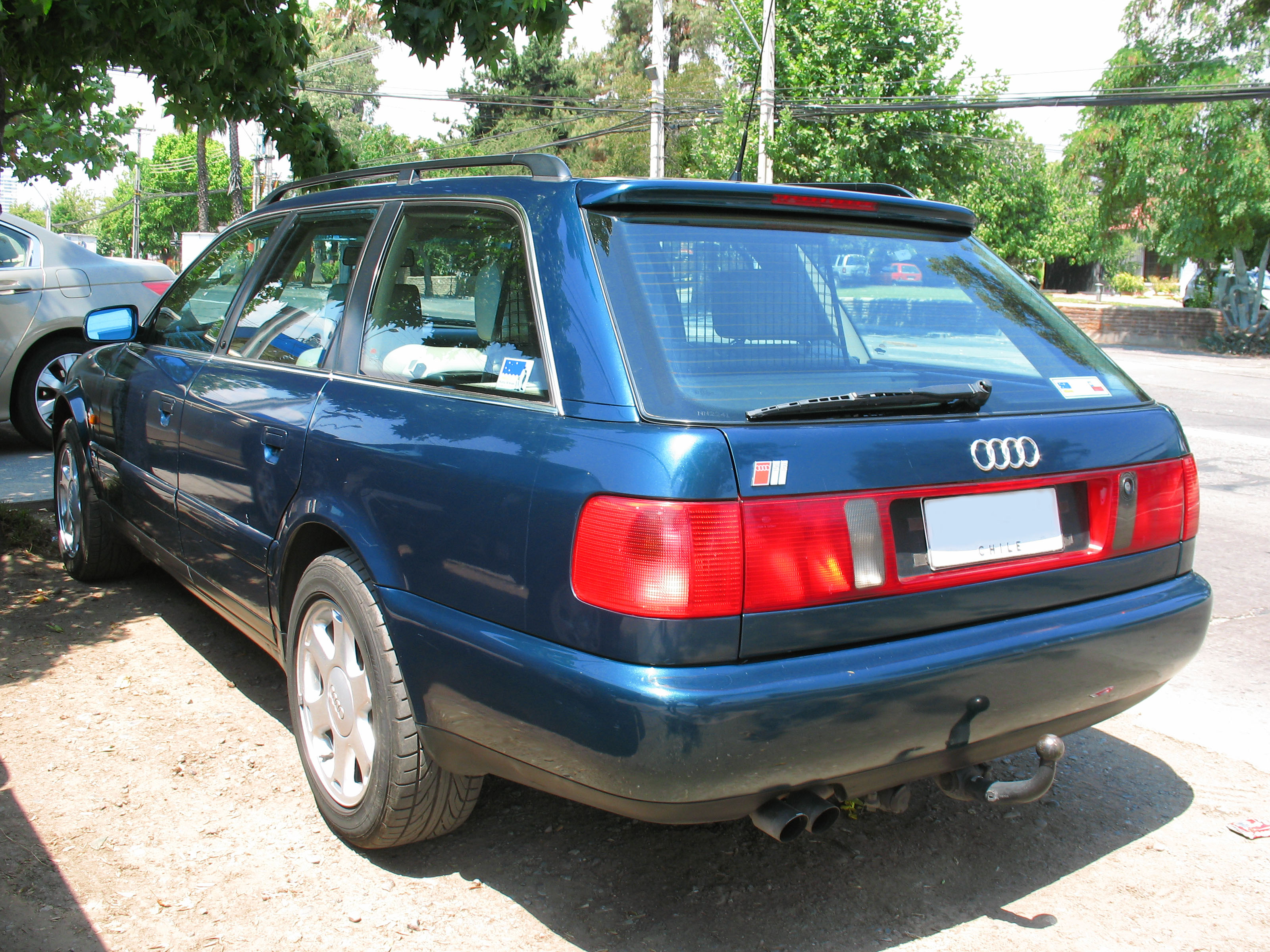
Posteriore S6 Avant prima serie

La prima serie dell'Audi S6 nasce nel 1995 viene prevista a scelta con due propulsori: un 4.2 litri e un particolare 2.2 litri turbo. Il primo era un grosso propulsore V8 abbinato di serie ad un cambio automatico. La versione 2.2 montava un propulsore derivato dalla Audi Quattro con pressione massima fino a 1,3 bar. Motore 5 cilindri in linea 20 valvole ad iniezione elettronica, erogava 230 CV ed era abbinato ad un cambio a 5 marce o come optional a 6 o automatico a 4 velocità. Presentava inoltre importanti innovazioni, quali punterie idrauliche al posto di quelle meccaniche, sensore del battito in testa, overboost, dispositivo cutoff e turbocompressore con raffreddamento misto acqua/olio e intercooler.
Le due auto presentavano ben 3 differenziali, di cui quello centrale Torsen, l'anteriore libero e il posteriore bloccabile tramite tasto nella cabina, ma solo alle basse velocità. Avevano l'ABS ed una complessa trazione integrale che, sfruttando i differenziali permetteva ai due assi di distribuire la trazione dove vi era più grip, conferendo una notevole tenuta di strada su tutti i tipi di fondo stradale. Entrambe le S6 montavano cerchi in lega con dimensione degli pneumatici di 225/50-zr 16 con la misura 17" a richiesta.
Gli interni erano in tessuto o opzionalmente in pelle. L'auto aveva di serie gli alzacristalli elettrici, la chiusura centralizzata con comando a distanza a raggi infrarossi (a quei tempi non molto diffusa), l'aria condizionata, la radio, il volante sportivo in pelle con il logo S6 e la predisposizione per i fari allo xeno e a richiesta i sedili riscaldabili, il telefono, il tetto apribile elettrico e due seggiolini retrattili nel bagagliaio che le offrivano una capacità di trasporto di 7 persone.

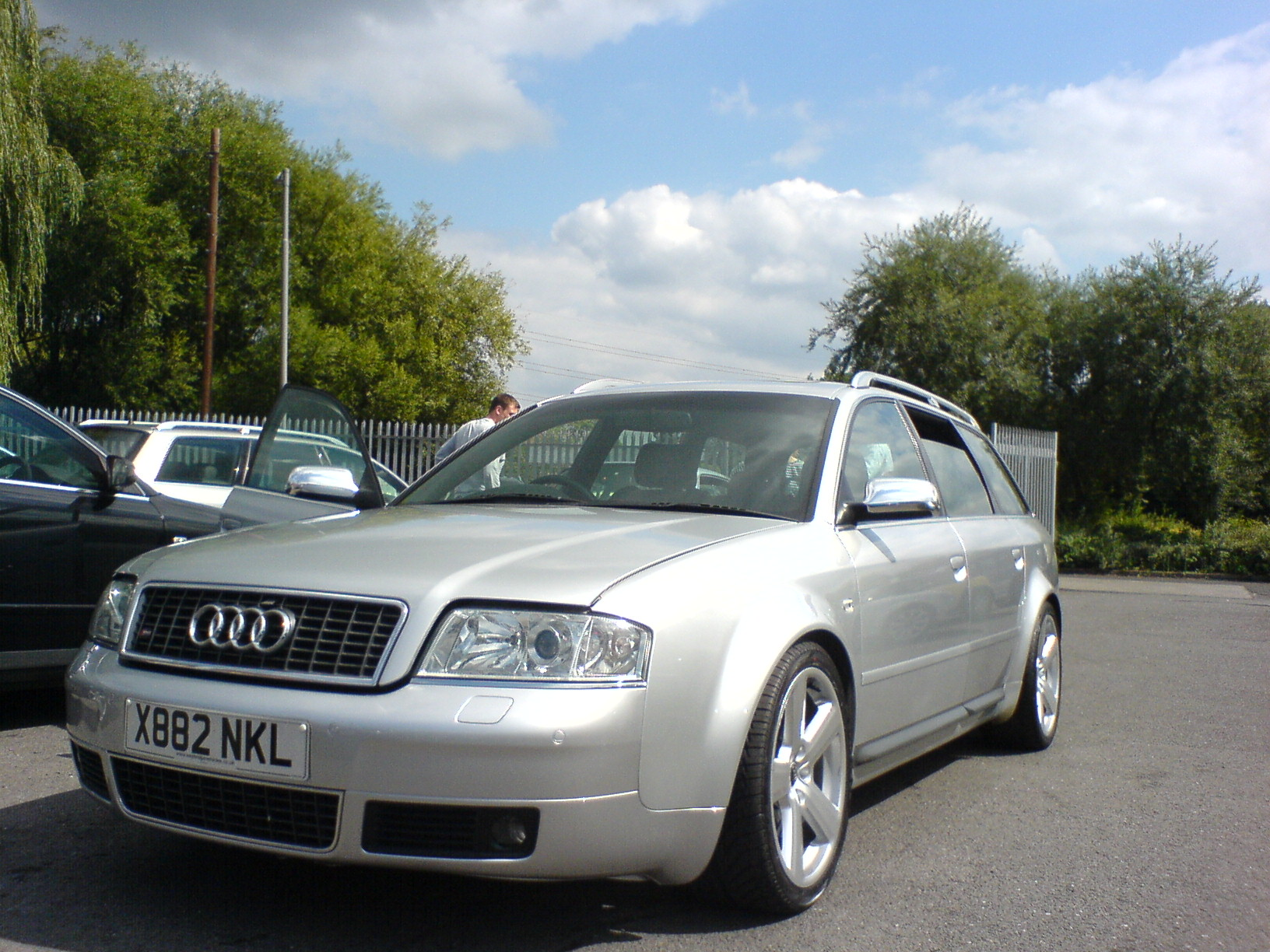
S6 Avant seconda serie

## Seconda serie (Typ 4B, 1999-2003)
La seconda serie dell'S6 era dotata di un propulsore V8 da 4.2 litri da 340 CV; a differenza della prima serie esce soltanto con quell'unico propulsore. Tuttavia, mantenendo le stesse rifiniture della prima serie, viene modificata la trazione, vengono montati di serie i fari allo xeno e gli viene aggiunto il cambio Tiptronic automatico sequenziale alla leva ed al volante. Era accreditata di uno spunto da 0 a 100 km/h in 6,7 secondi.

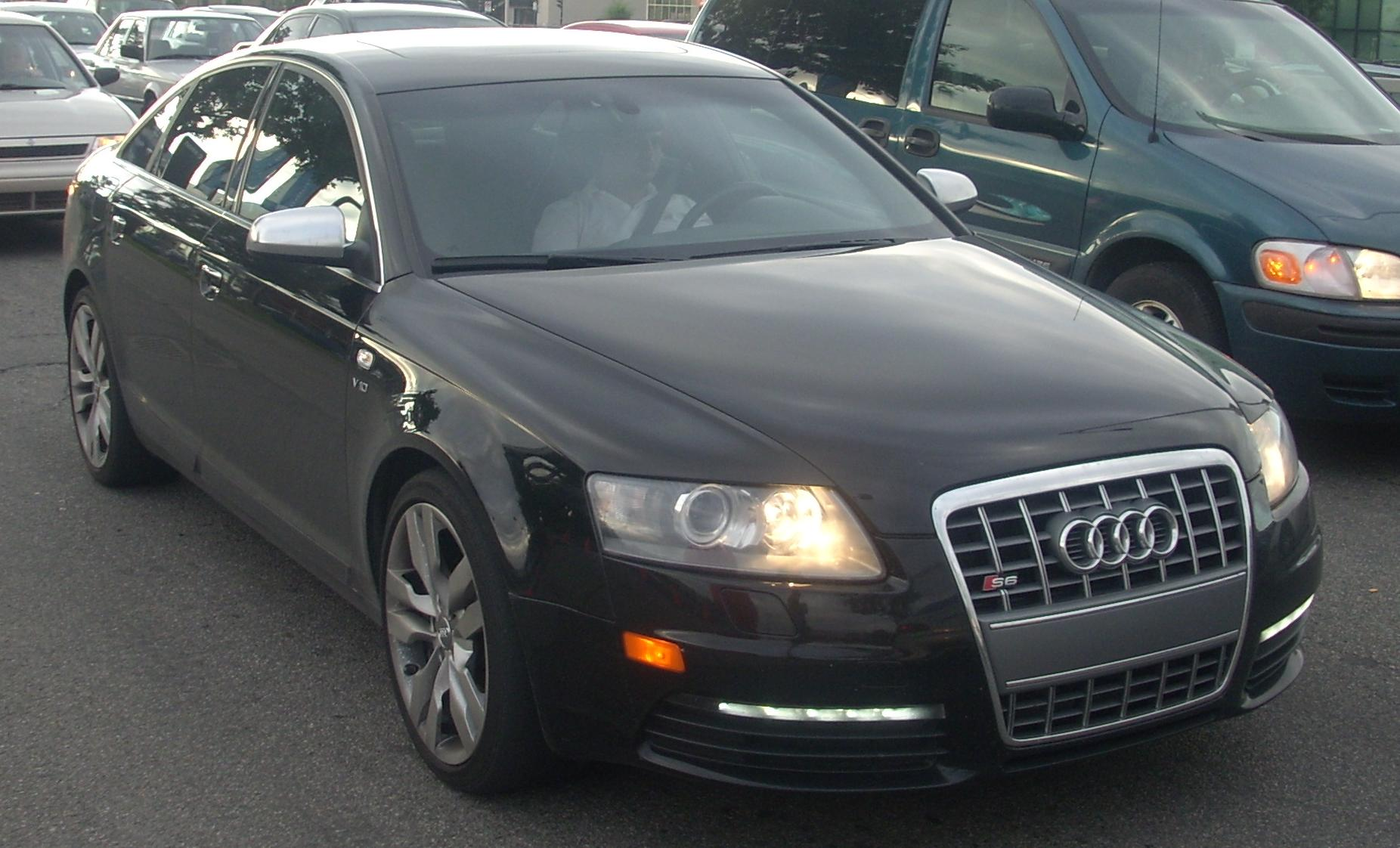
S6 berlina terza serie

## Terza serie (Typ 4F, 2006-2011)
La terza serie della S6, come la precedente, utilizza un propulsore derivato dall'Audi S8: il 5.2 litri Lamborghini V10 da 435 CV montato in posizione longitudinale anteriore. Raggiunge in 5,3 secondi la velocità di 100 km/h con partenza da fermo. La velocità è autolimitata elettronicamente a 250 km/h.

## Quarta serie (Typ 4G, 2012-2018)

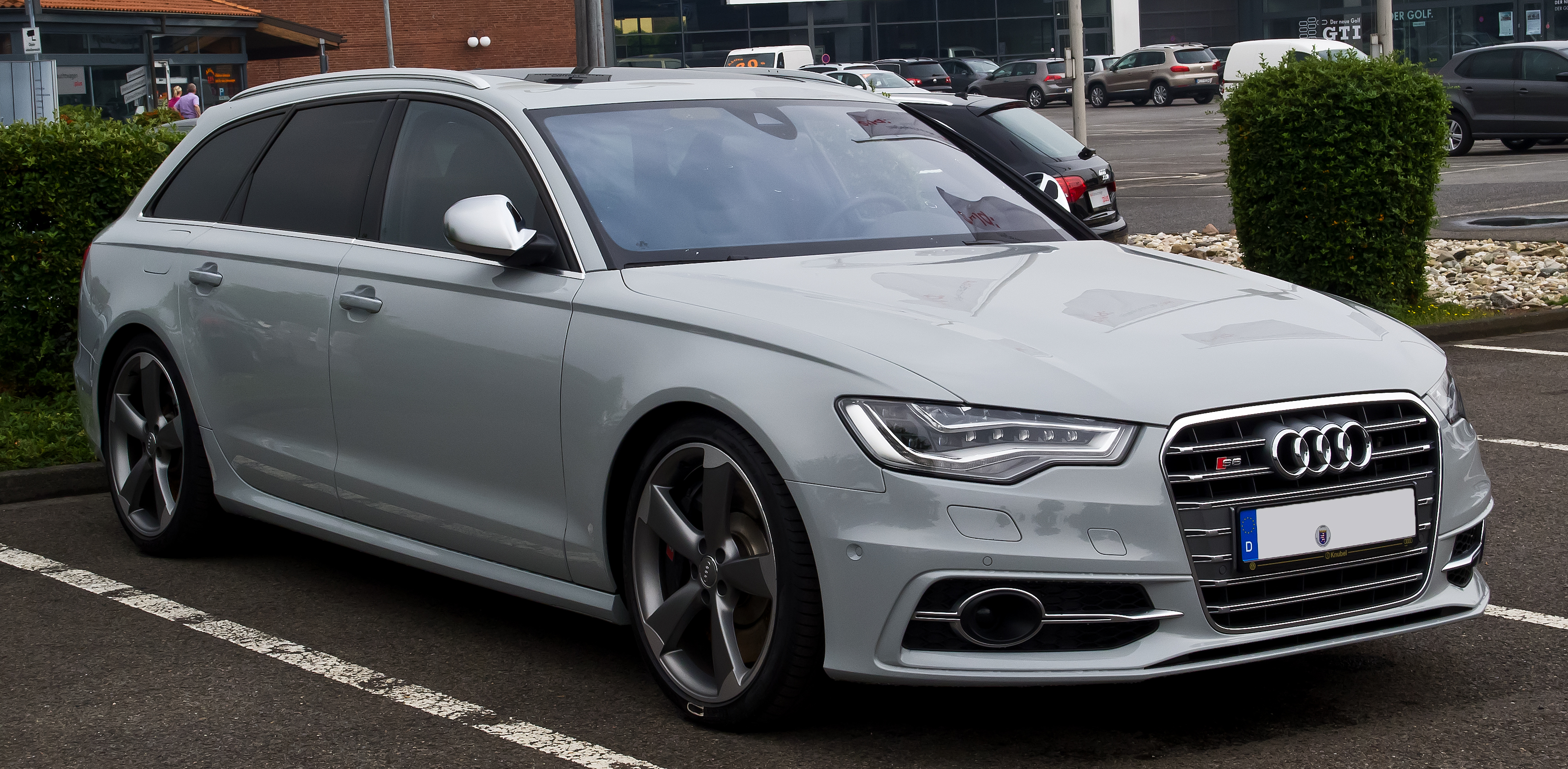
La quarta generazione della S6

La quarta serie dell'Audi S6 viene commercializzata a partire dal 2012. Il propulsore viene ridimensionato, passando dal 5.2 litri ad un V8 Biturbo di 4 litri in grado di erogare 420 CV a 5500 giri/min. La coppia massima è di 550 Nm, la trazione è integrale mentre la trasmissione è la S-Tronic a doppia frizione. La quarta serie della S6 è in grado di scattare da 0 a 100 km/h in soli 4,7 secondi e raggiunge una velocità massima autolimitata di 250 km/h. È stata realizzata anche in versione Avant.
Audi ha presentato il restyling della S6 nel novembre 2014. Le modifiche includono aggiornamenti stilistici all'esterno dell'auto, al motore e alla trasmissione. All'interno è presente la nuova piattaforma di infotainment Multi Media Interface (com processore Nvidia Tegra 3 più veloce e grafica migliorata) con Internet 4G (e aggiornamenti per la mappa di navigazione). All'esterno ci sono i nuovi fari Matrix LED adattivi antiabbagliamento con assistente per la visione notturna migliorato. Il motore è stato oggetto di una rivisitazione per soddisfare lo standard sulle emissioni Euro 6.

## Quinta serie (Typ 4K, dal 2019)

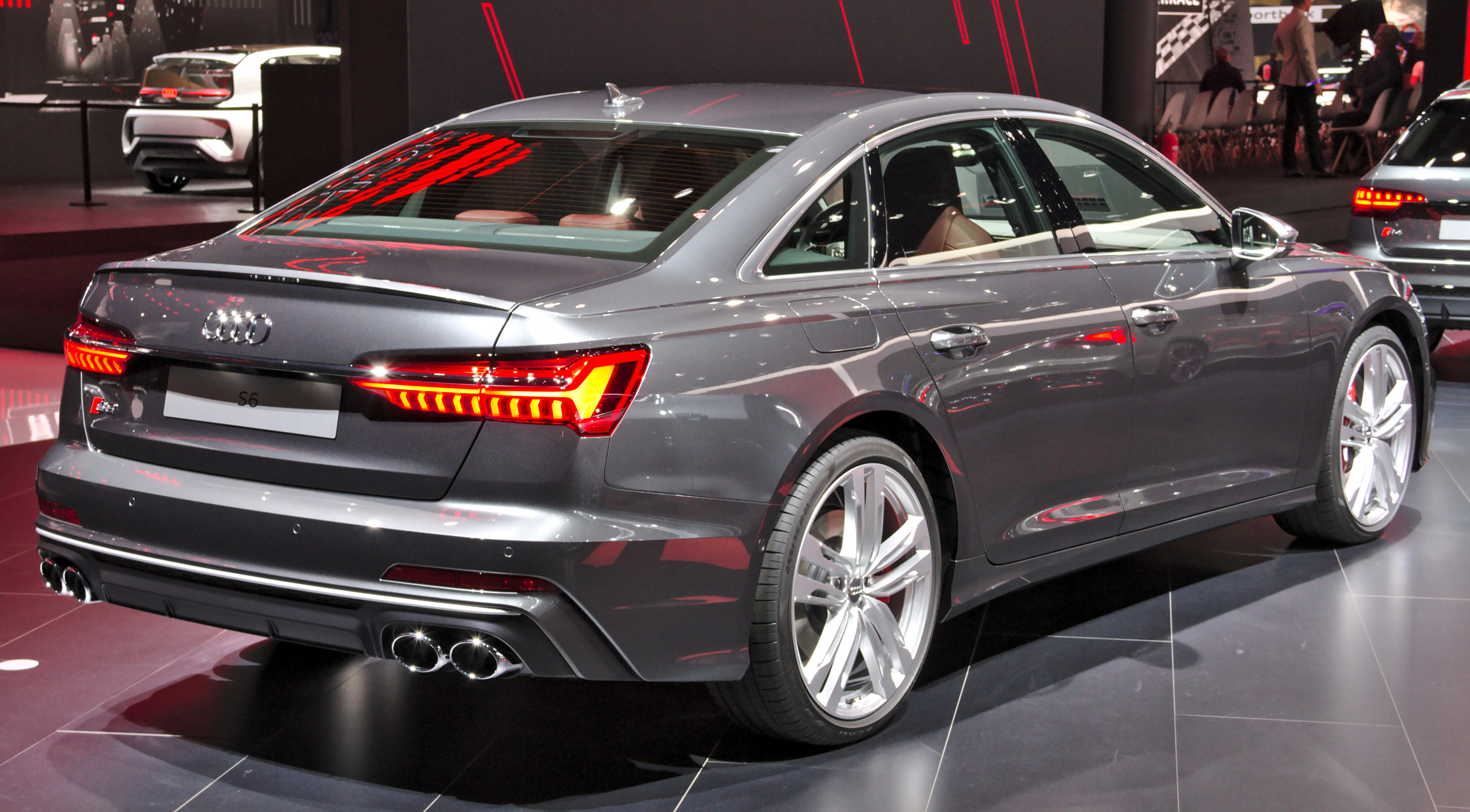
La quinta generazione della S6

La quinta generazione della S6 viene lanciata nel luglio 2019 e porta con sé la novità del motore diesel: essa infatti rinuncia al precedente V8 biturbo da 4 litri in favore di un potente 3 litri turbodiesel common rail da 349 CV. Tale motore, oltre ad essere turbocompresso, è anche dotato di un compressore elettrico che fornisce una consistente spinta ai bassi regimi. Tale motore è inoltre dotato di tecnologia microibrida, ossia di un alternatore reversibile con funzione di generatore e motorino di avviamento. La trazione è di tipo integrale permanente e la sua velocità massima è di 250 km/h, sempre autolimitata. Nel 2020, la S6 viene aggiornata e il suo motore perde alcuni CV di potenza, fermandosi a 344 CV.